# Municipio de Maní
Maní (en maya: «lugar donde todo pasó») es uno de los 106 municipios de Yucatán, ubicado en el sur poniente del estado, en cuya cabecera homónima, el 12 de julio de 1562, el obispo de Yucatán, fray Diego de Landa, organizó en un auto de fe, una hoguera inmensa de códices y símbolos de dioses mayas, aduciendo que «no contenían nada más que las mentiras del diablo».

## Colindancias
La región municipal colinda con estos otros municipios: al norte con Mama, al sur con Akil, al oriente con Teabo y al poniente con Dzan.

## Fechas históricas
- 1562: Mes de julio, después de enterarse el fraile franciscano Diego de Landa, quien fue obispo de Yucatán, de la existencia de un sitio en el cual algunos indígenas habían ocultado manuscritos y códices,  dispuso que de inmediato fuese confiscado ese material y azotados los indios sospechosos de idolatría. Cumplidas sus órdenes, se apilaron los objetos hallados en el lugar y fueron quemados en una gran pira, perdiéndose muchos testimonios de la cultura maya. Este suceso conocido como el Auto de Fe de Maní.

- 1931: El 4 de marzo, la finca rústica Tzintzec que pertenecía al municipio de Maní pasó a formar parte del municipio de Mama.

## Sitio arqueológico
Tipikal, sitio arqueológico de la civilización maya de interés particular, se encuentra ubicado dentro del municipio de Maní.